# Cuneo Niidžima
Cuneo Niidžima (japonsky: 新島恒男; * 16. března 1955 v městysu Odžima (尾島町), (nyní součást města Óta) je japonský astronom. Objevitel vícero asteroidů (planetek). Spoluobjevitel periodické komety 112P/Urata-Niijima.
Je po něm pojmenována planetka 5507 Niijima.